# Přehýšov
Přehýšov (en allemand : Pscheheischen, précédemment : Preheischen) est une commune du district de Plzeň-Nord, dans la région de Plzeň, en Tchéquie. Sa population s'élevait à 542 habitants en 2022.

## Géographie
Přehýšov se trouve à 19 km à l'ouest-sud-ouest du centre de Plzeň et à 103 km au sud-ouest de Prague.
La commune est limitée par Heřmanova Huť, Hněvnice, Kbelany, Rochlov et Blatnice au nord, par Nýřany et Úherce à l'est, par Kotovice et Lochousice au sud, et par Kostelec à l'ouest.

## Histoire
La première mention écrite de la localité date de 1248.

## Administration
La commune se compose de trois sections :
- Bítov
- Přehýšov
- Radějovice

## Galerie

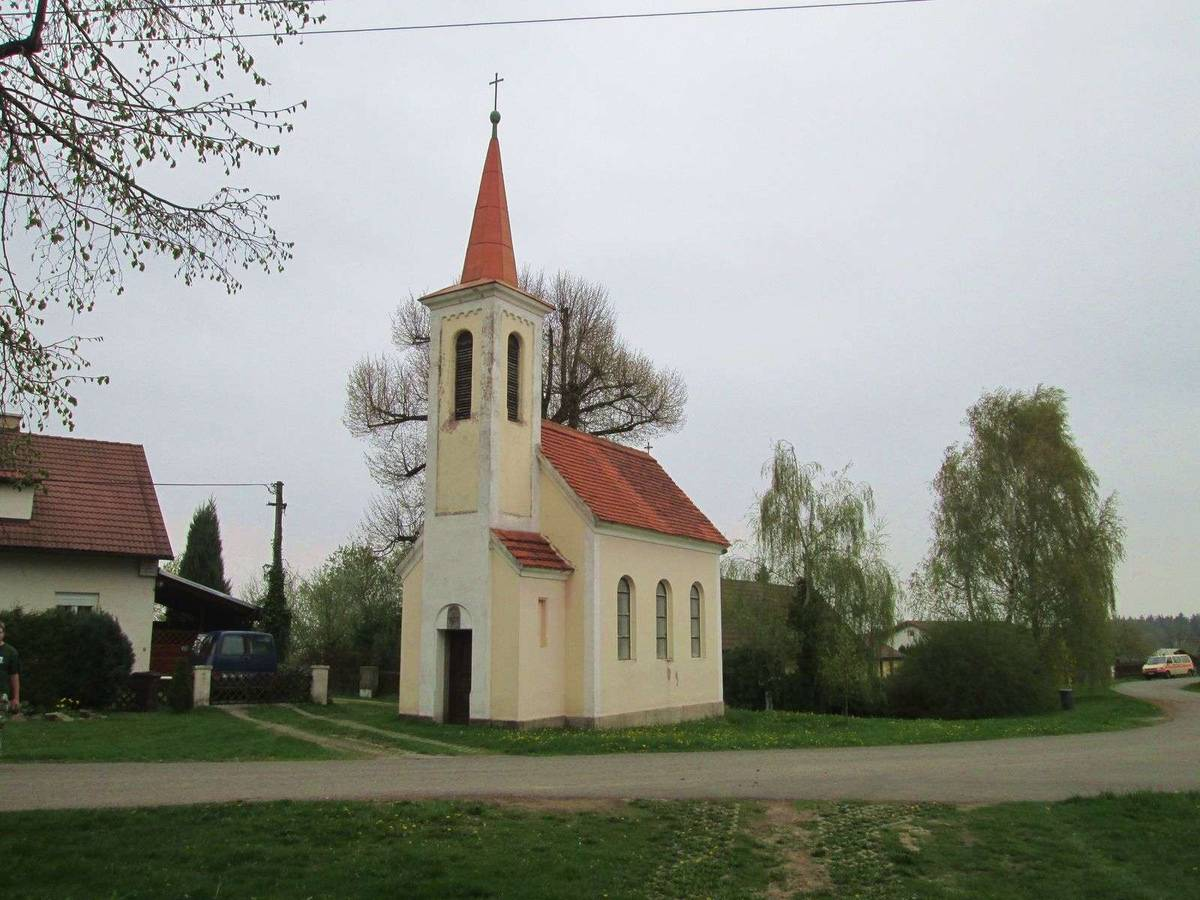
Chapelle de la Sainte Trinité à Radějovice.
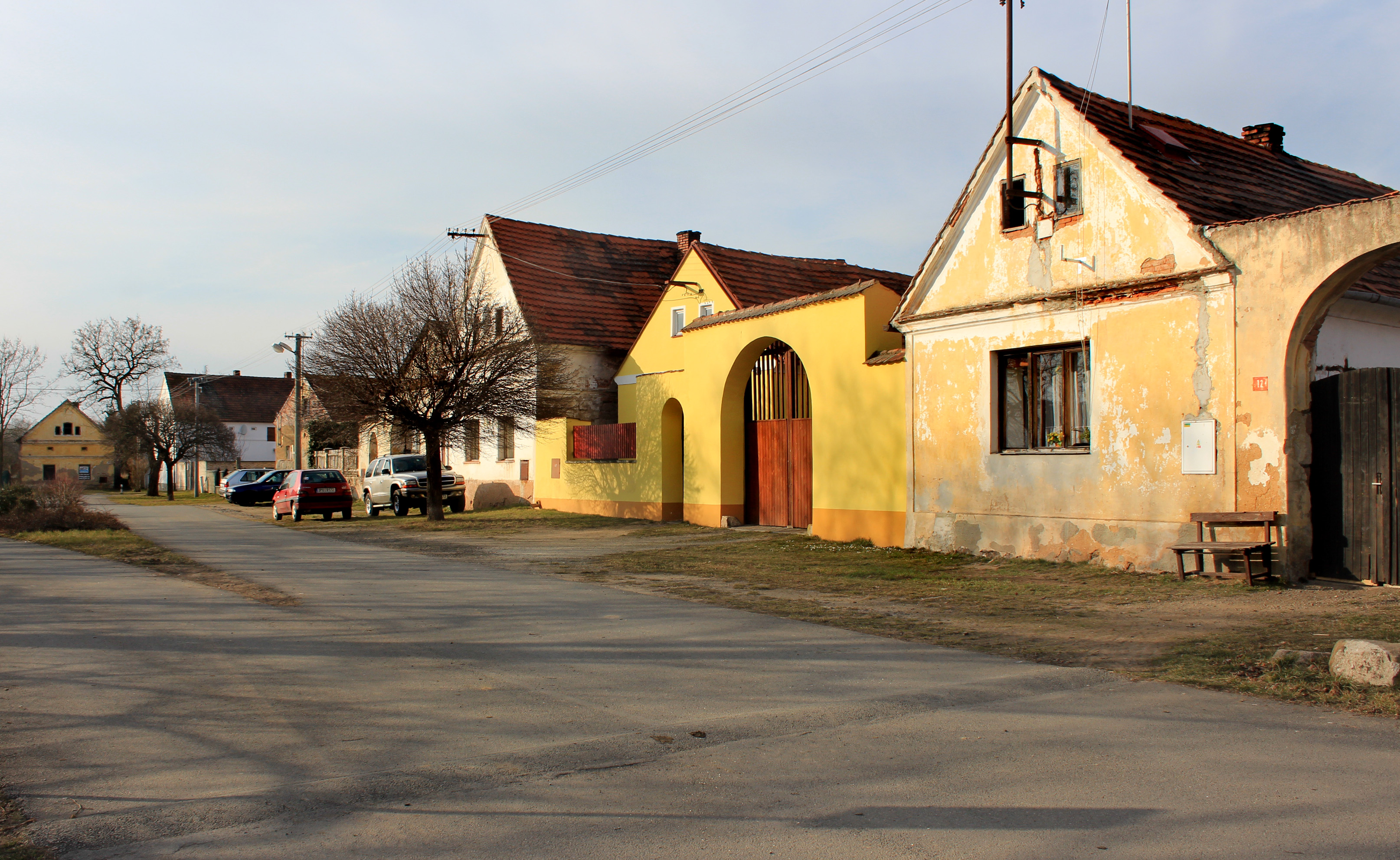
Přehýšov : maisons classées.

## Transports
Par la route, Přehýšov se trouve à 8 km de Nýřany, à 23 km de Plzeň et à 119 km de Prague.
Le territoire de la commune est traversé par l'autoroute D5, qui relie Prague à la frontière allemande par Plzeň. On y accède par l'échangeur  100  Heřmanova Huť.